# Sherry Frost
 (mars 2020).
Pour les articles homonymes, voir Frost.
Sherry Frost est une femme politique américaine démocrate du New Hampshire.

## Carrière politique
Le 8 décembre 2016, elle est élue à la Chambre des représentants pour le district de Strafford n°16 du New Hampshire.
En 2020, elle supporte Bernie Sanders dans le cadre des primaires démocrates à l'élection présidentielle américaine de 2020.

## Vie privée
Frost vit à Dover dans le New Hampshire,.